# Abreham Cherkos
Abreham Cherkos (Etiopía, 23 de septiembre de 1989) es un atleta etíope especializado en la prueba de 3000 m, en la que consiguió ser medallista de bronce mundial en pista cubierta en 2008.

## Carrera deportiva
En el Campeonato Mundial de Atletismo en Pista Cubierta de 2008 ganó la medalla de bronce en los 3000 metros, llegando a meta en un tiempo de 7:49.96 segundos, tras su paisano etíope Tariku Bekele (oro con 7:48.23 segundos) y el keniano Paul Kipsiele Koech (plata).